# Agua virtual

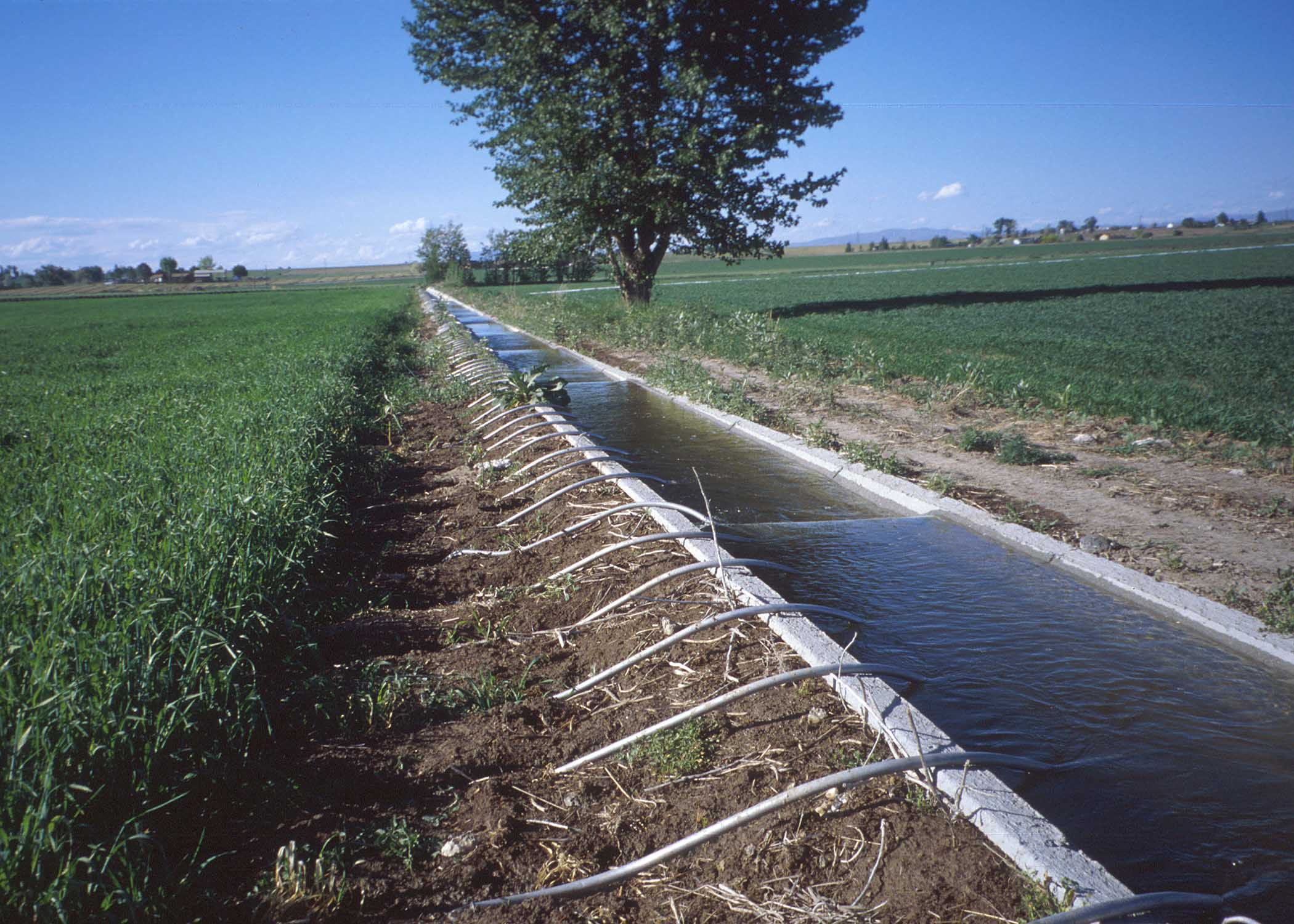
Un sistema de riego común, que proporcionará agua a los alimentos vegetales para su desarrollo. El agua contenida en estos productos en el momento de su consumo se conoce como Agua virtual.

El comercio de agua virtual (también conocido como agua istada o incorporada) es el flujo oculto de agua en alimentos u otros productos básicos que se intercambian de un lugar a otro. El comercio de agua virtual es la idea de que cuando se intercambian bienes y servicios, también se intercambia agua virtual. El comercio de agua virtual permite una perspectiva nueva y ampliada de los problemas del agua: en el marco del equilibrio de diferentes perspectivas, condiciones básicas e intereses. Analíticamente, el concepto permite distinguir entre los niveles global, regional y local y sus vínculos. Sin embargo, el uso de estimaciones de agua virtual puede no ofrecer una guía para los formuladores de políticas que buscan garantizar que se cumplan los objetivos ambientales.
Por ejemplo, los granos de cereales han sido los principales portadores de agua virtual en países donde los recursos hídricos son escasos. Por lo tanto, las importaciones de cereales pueden desempeñar un papel crucial para compensar el déficit hídrico local. Sin embargo, es posible que los países de bajos ingresos no puedan permitirse tales importaciones en el futuro, lo que podría generar inseguridad alimentaria y hambruna.

## Concepto
El concepto de agua virtual, también conocido como agua encarnada, fue acuñado por John Anthony Allan (Tony Allan) en 1993. Recibió el Premio del Agua de Estocolmo por el concepto en 2008.
El comercio de agua virtual es la idea de que cuando se intercambian bienes y servicios, también se intercambia agua virtual. Cuando un país importa una tonelada de trigo en lugar de producirlo internamente, está ahorrando unos 1.300 metros cúbicos de agua autóctona real. Si este país tiene escasez de agua, el agua que se ahorra se puede utilizar para otros fines. Sin embargo, si el país exportador tiene escasez de agua, ha exportado 1.300 metros cúbicos de agua virtual, ya que el agua real utilizada para cultivar el trigo ya no estará disponible para otros fines. Esto tiene implicaciones estratégicas obvias para los países que tienen limitaciones de agua, como los que se encuentran en el área de la Comunidad de Desarrollo de África Meridional (SADC).
Los países con escasez de agua como Israel desalientan la exportación de naranjas (cultivos relativamente intensivos en agua) precisamente para evitar que se exporten grandes cantidades de agua a diferentes partes del mundo.
En los últimos años, el concepto de comercio de agua virtual ha ganado peso tanto en el debate científico como político. La noción del concepto es ambigua. Cambia entre un concepto analítico, descriptivo y una estrategia políticamente inducida. Como concepto analítico, el comercio de agua virtual representa un instrumento que permite la identificación y evaluación de opciones de política no solo en el discurso científico sino también en el político. Como estrategia políticamente inducida, la cuestión de si el comercio de agua virtual se puede implementar de manera sostenible, si la implementación se puede gestionar de manera social, económica y ecológica, y para qué países el concepto ofrece una opción significativa.
Los datos que subyacen al concepto de agua virtual se pueden usar fácilmente para construir cuentas satelitales de agua y se pueden incorporar a modelos económicos de comercio internacional, como el modelo de equilibrio general computable GTAP. Este modelo se puede utilizar para estudiar las implicaciones económicas de los cambios en el suministro de agua o la política del agua, así como las implicaciones de los recursos hídricos del desarrollo económico y la liberalización del comercio.
En resumen, el comercio de agua virtual permite una perspectiva nueva y ampliada de los problemas del agua: en el marco de los desarrollos recientes de una gestión de los recursos hídricos orientada a la oferta a una orientada a la demanda abre nuevos campos de gobernanza y facilita la diferenciación y el equilibrio de diferentes perspectivas, condiciones básicas e intereses. Analíticamente el concepto permite distinguir entre los niveles global, regional y local y sus vínculos. Esto significa que los problemas de recursos hídricos deben resolverse en problemas si no pueden abordarse con éxito en la cuenca local o regional. El comercio de agua virtual puede, por lo tanto, superar la centralidad hidroeléctrica de una visión estrecha de cuencas hidrográficas. Según las actas de una conferencia de 2006 en Fráncfort del Meno (Alemania) parece razonable vincular el nuevo concepto con el enfoque de la gestión integrada de los recursos hídricos.

## Términos relacionados

### Huella de agua
El concepto de comercio de agua virtual se introdujo para referirse a la idea de que los países pueden ahorrar agua doméstica importando alimentos. La comida importada, sin embargo, viene de alguna parte. En 2002, Arjen Y. Hoekstra, mientras trabajaba para Unesco-IHE introdujo el concepto de huella hídrica que muestra el vínculo entre los bienes de consumo o un patrón de consumo y el uso y la contaminación del agua. El comercio de agua virtual y la huella hídrica pueden verse como parte de una historia más grande: la globalización del agua.
Por ejemplo, se necesitan 1.340 metros cúbicos de agua (basado en el promedio mundial) para producir una tonelada de trigo. El volumen exacto puede ser mayor o menor dependiendo de las condiciones climáticas y la práctica agrícola. Hoekstra ha definido el contenido de agua virtual de un producto (una mercancía, un bien o un servicio) como "el volumen de agua dulce utilizado para producir el producto, medido en el lugar donde realmente se produjo el producto". Se refiere a la suma del uso del agua en los distintos pasos de la cadena productiva.

### Energía incorporada
Algunos investigadores han intentado utilizar los métodos de análisis de energía, cuyo objetivo es producir estimaciones de energía incorporada, para derivar estimaciones de agua virtual o incorporada.

## Contenido de agua virtual de productos seleccionados
La siguiente tabla muestra el contenido de agua virtual promedio de algunos productos seleccionados para varios países seleccionados (m3/ton):
| Producto                | EE. UU | China  | India  | Rusia  | Indonesia | Australia | Brasil | Japón  | México | Italia | Países Bajos | Promedio mundial |
| ----------------------- | ------ | ------ | ------ | ------ | --------- | --------- | ------ | ------ | ------ | ------ | ------------ | ---------------- |
| Arroz                   | 1,275  | 1,321  | 2,850  | 2,401  | 2,150     | 1,022     | 3,082  | 1,221  | 2,182  | 1,679  |              | 2,291            |
| Arroz (descascarillado) | 1,656  | 1,716  | 3,702  | 3,118  | 2,793     | 1,327     | 4,003  | 1,586  | 2,834  | 2,180  |              | 2,975            |
| Arroz (roto)            | 1,903  | 1,972  | 4,254  | 3,584  | 3,209     | 1,525     | 4,600  | 1,822  | 3,257  | 2,506  |              | 3,419            |
| Trigo                   | 849    | 690    | 1,654  | 2,375  |           | 1,588     | 1,616  | 734    | 1,066  | 2,421  | 619          | 1,334            |
| Maíz                    | 489    | 801    | 1,937  | 1,397  | 1,285     | 744       | 1,180  | 1,493  | 1,744  | 530    | 408          | 909              |
| Soja                    | 1,869  | 2,617  | 4,124  | 3,933  | 2,030     | 2,106     | 1,076  | 2,326  | 3,177  | 1,506  |              | 1,789            |
| Caña de azúcar          | 103    | 117    | 159    |        | 164       | 141       | 155    | 120    | 171    |        |              | 175              |
| Semilla de algodón      | 2,535  | 1,419  | 8,264  |        | 4,453     | 1,887     | 2,777  |        | 2,127  |        |              | 3,644            |
| Pelusa de algodón       | 5,733  | 3,210  | 18,694 |        | 10,072    | 4,268     | 6,281  |        | 4,812  |        |              | 8,242            |
| Cebada                  | 702    | 848    | 1,966  | 2,359  |           | 1,425     | 1,373  | 697    | 2,120  | 1,822  | 718          | 1,388            |
| Sorgo                   | 782    | 863    | 4,053  |        |           |           |        |        | 1,212  | 582    |              | 2,853            |
| Cocos                   |        | 749    | 2,255  |        |           |           |        |        | 1,954  |        |              | 2,545            |
| Mijo                    | 2,143  | 1,863  | 3,269  |        |           |           |        |        | 4,534  |        |              | 4,596            |
| Café (verde)            | 4,864  | 6,290  | 12,180 |        |           |           |        |        | 28,119 |        |              | 17,373           |
| Café (tostado)          | 5,790  | 7,488  | 14,500 |        |           |           |        |        | 33,475 |        |              | 20,682           |
| Té (hecho)              |        | 11,110 | 7,002  |        |           |           |        |        |        |        |              | 9,205            |
| Carne de res            | 13,193 | 12,560 | 16,482 |        |           |           |        |        | 37,762 | 21,167 | 11,681       | 15,497           |
| Cerdo                   | 3,946  | 2,211  | 4,397  |        |           |           |        |        | 6,559  | 6,377  | 3,790        | 4,856            |
| Carne de cabra          | 3,082  | 3,994  | 5,187  |        |           |           |        |        | 10,252 | 4,180  | 2,791        | 4,043            |
| Carne de oveja          | 5,977  | 5,202  | 6,692  |        |           |           |        |        | 16,878 | 7,572  | 5,298        | 6,143            |
| Carne de pollo          | 2,389  | 3,652  | 7,736  |        |           |           |        |        | 5,013  | 2,198  | 2,222        | 3,918            |
| Huevos                  | 1,510  | 3,550  | 7,531  |        |           |           |        |        | 4,277  | 1,389  | 1,404        | 3,340            |
| Leche                   | 695    | 1,000  | 1,369  | 1,345  | 1,143     | 915       | 1,001  | 812    | 2,382  | 861    | 641          | 990              |
| Leche en polvo          | 3,234  | 4,648  | 6,368  | 6,253  | 5,317     | 4,255     | 4,654  | 3,774  | 11,077 | 4,005  | 2,982        | 4,602            |
| Queso                   | 3,457  | 4,963  | 6,793  | 6,671  | 5,675     | 4,544     | 4,969  | 4,032  | 11,805 | 4,278  | 3,190        | 4,914            |
| Cuero (bovino)          | 14,190 | 13,513 | 17,710 | 22,575 | 15,929    | 18,384    | 18,222 | 11,864 | 40,482 | 22,724 | 12,572       | 16,656           |

## Limitaciones
Los conceptos de agua virtual o huella hídrica han enfrentado muchas críticas. Algunas válidas, otras pidiendo a los indicadores que lo sean todo. La Comisión Nacional del Agua de Australia considera que la medición del agua virtual tiene poco valor práctico en la toma de decisiones sobre la mejor asignación de los escasos recursos hídricos.
Otras limitaciones más específicas de la región MENA (Medio Oriente y África del Norte) incluyen el hecho de que la importación de alimentos podría suponer el riesgo de una mayor dependencia política. La noción de "autosuficiencia" siempre ha sido el orgullo de la región MENA.